# Березников, Николай Николаевич
Николай Николаевич Березников (4 января 1991, Черепаново, Новосибирская область — 2025, Украина) — российский легкоатлет, специализировавшийся в беге на короткие дистанции. Мастер спорта России (2014). На соревнованиях представлял Новосибирскую область.
Занимался лёгкой атлетикой в детско-юношеской спортивной школе Черепановского района у Владимира Викторовича Шпедта.
Бронзовый призёр первенства России среди молодёжи 2013 года на дистанции 200 метров.
На чемпионатах России в эстафетных забегах завоевал бронзовую медаль в 2012 году, золотые — в 2012 и 2014 годах, а также серебряную в 2013 году. В индивидуальных дисциплинах на коротких дистанциях выступал с 2012 по 2014 годы, наивысшим достижением стало 7-е место на дистанции 200 метров в 2013 году. Личный рекорд в беге на 200 метров — 21.21 секунда, установлен в том же году.
Рекордсмен Новосибирской области в беге на 100 метров. Двукратный золотой призёр всероссийских летних сельских спортивных игр (2012). Чемпион Сибирского федерального округа на дистанции 100 метров (2017).
Учился на биолого-технологическом факультете Новосибирского государственного аграрного университета. Служил в Вооружённых силах Российской Федерации. Погиб во время вторжения России в Украину. Похоронен на родине 24 мая 2025 года.